# Bassas da India
Bassas da India est un atoll français situé dans le canal du Mozambique, entre les côtes malgaches et mozambicaines, et faisant partie des îles Éparses de l'océan Indien, un district des Terres australes et antarctiques françaises. Une revendication sur cet archipel, autrefois rattaché au protectorat français de Madagascar, a été émise  par Madagascar en 1973.

## Situation et climat

Carte de localisation des îles Éparses de l'océan Indien.

Bassas da India est un atoll en formation d'Afrique situé dans l'ouest de l'océan Indien, dans le canal du Mozambique, à 376 kilomètres à l'ouest de Morombe à Madagascar, à 114 kilomètres au nord-ouest de l'île Europa et à 435 kilomètres à l'est de la ponta São Sebastião au Mozambique.
Soumise à un climat tropical, Bassas da India est située sur la trajectoire des cyclones du sud-ouest de l'océan Indien,.

## Description

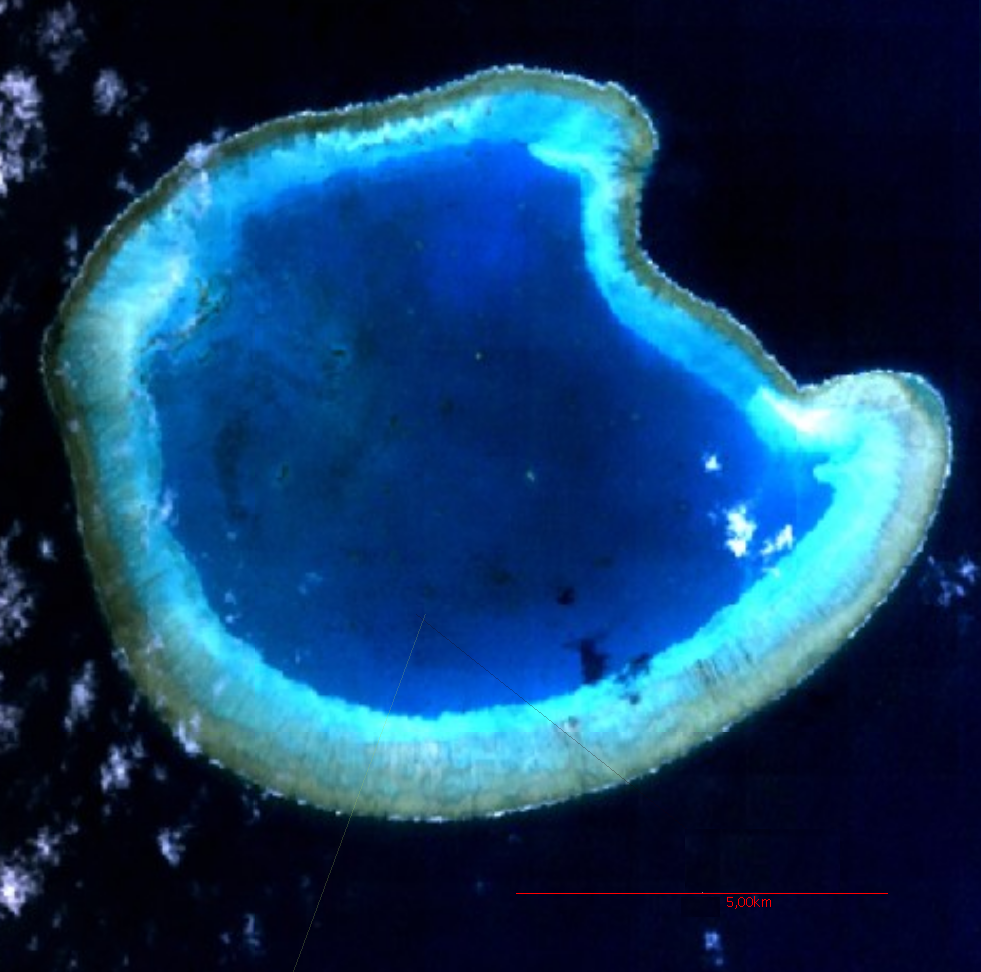
Image satellite de Bassas da India.

L'atoll est composé d'une barrière de corail circulaire de douze kilomètres de diamètre et de 35,2 kilomètres de circonférence ceinturant intégralement un lagon peu profond et reposant sur un mont sous-marin volcanique,. L'atoll est construit par des madréporaires et sa formation n'est pas encore achevée.
Les terres émergées de Bassas da India représentent 0,2 km2 de superficie et sont quasiment totalement submergées à marée haute car ne culminant qu'à 2,4 mètres d'altitude. Par conséquent, la faune et la flore aérienne sont totalement absentes et l'île est inhabitable,.
En revanche, d'après le magazine Géo, cela fait de Bassas da India « une traîtresse » : « cette sirène attire les Ulysse des temps modernes dans ses filets de corail, grâce à un piège diabolique » qui explique que l'on trouve sur place « une épave par-ci, une frégate échouée par-là, plus loin une vieille ancre rouillée... ». Le piège en question tient au fait que dès que la mer monte, l'îlot disparaît peu à peu, et seuls quelques rochers affleurent encore de l'eau.

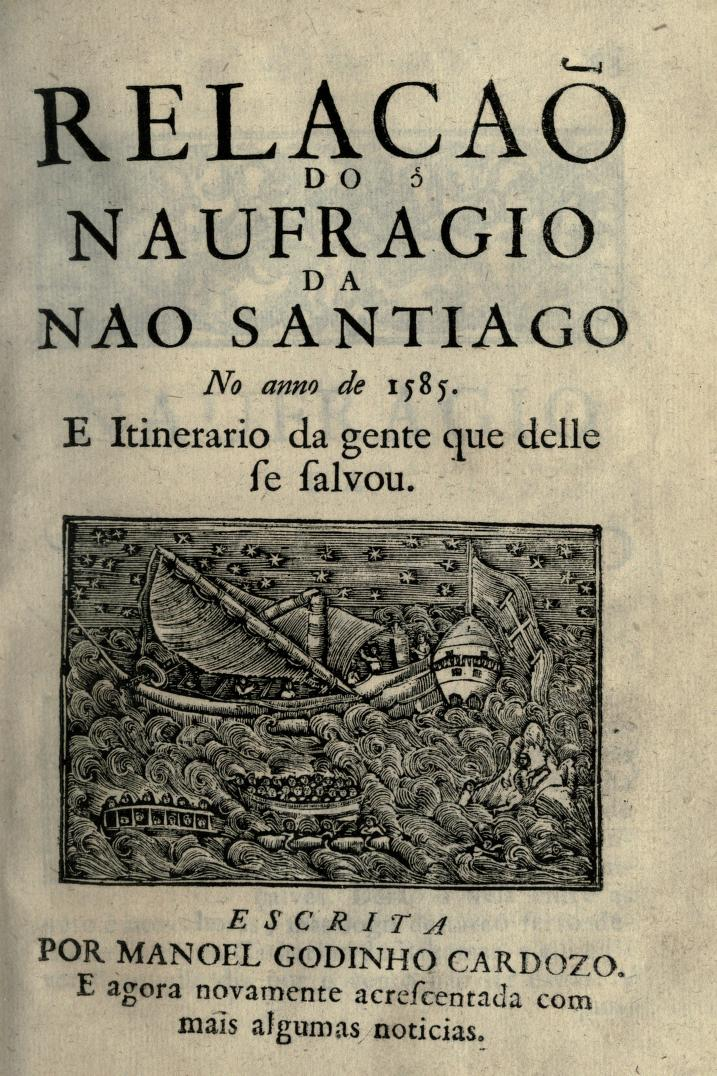
Illustration d'époque du naufrage du navire portugais Santiago à Bassas da India en 1585.

Sur cet atoll sont notamment répertoriées les épaves suivantes :
- le navire amiral de la flotte portugaise, le Santiago, échoué en 1585[9] ;
- un navire de la compagnie anglaise des Indes, le Sussex, échoué en 1738[10].

## Faune
La présence de requins des Galápagos a été signalée en 2003, ce qui est une première dans le canal du Mozambique.

## Histoire
Bassas da India aurait été découverte par un marin portugais, Gaspar Gonçalves, et fut positionnée pour la première fois par l’Italien Vincenzo Coronelli. Les marins lui donnèrent les noms de Baixo da India (Gonsuales), Bayos da Indya (Pilestrina, 1511), Baxos de la India (Diogo Ribeiro, 1529), Basses de Judie (carte de Henri II en 1542), Syrtes Indie (Sanuto, 1588), Basse Juive (De Mannevilette, 1770) pour finalement recevoir son nom d'aujourd'hui, Bassas da India, par le cartographe britannique William Owen en 1825.
Bassas da India devient une colonie française le 31 octobre 1897 en exécution de la loi du 6 août 1896.
Par le décret no 60-555 du 1er avril 1960, le gouvernement français détache les îles Éparses de l'océan Indien, dont fait partie Bassas da India, de la République de Madagascar (alors république autonome au sein de la Communauté française) et les place sous l'autorité directe du ministre des DOM-TOM.

## Politique

### Administration
Depuis l'arrêté du 3 janvier 2005, les îles Éparses de l'océan Indien et donc Bassas da India sont placées sous l'autorité de l'administrateur supérieur des Terres australes et antarctiques françaises basé à Saint-Pierre de La Réunion et depuis la loi du 21 février 2007, elles constituent le cinquième district des Terres australes et antarctiques françaises. Par conséquent, elles ne sont pas soumises au découpage communal comme c'est le cas pour le reste de la France métropolitaine et d'outre-mer et ne font pas partie de l'Union européenne.
Bassas da India est ainsi, comme le sont les TAAF en 2016, placée sous l'autorité de l'administrateur supérieur des TAAF qui exerce les fonctions de chef du territoire. Il est à noter que ce dernier jouit du rang de préfet.
À ce sujet, un chef de district, pour Bassas da India mais également pour tout le district des îles Éparses, y est le représentant du préfet des TAAF, l’administrateur supérieur. Un des rôles des chefs de district dans les TAAF est de diriger les bases australes et antarctique.
Le budget du district dont Bassas da India fait partie est lié au budget général des TAAF qui représente actuellement 26 millions d'euros.
Enfin la France exerce des droits souverains sur les espaces maritimes adjacents à l'île, afin d'assurer la protection d'une biodiversité riche, des biens culturels et naturels ainsi que des ressources économiques dont elle a la responsabilité.

Bassas da India fait partie des Terres australes et antarctiques françaises

### Contentieux territorial
Madagascar réclame la souveraineté sur les Îles Éparses de l'océan Indien. L'enjeu est maritime : malgré la petite taille de l'atoll, la zone économique exclusive est très étendue avec 123 700 km2 de superficie. l’accord intervenu en octobre 2024, sur la restitution à l’île Maurice des îles Chagos par la Grande-Bretagne, au coeur de l’océan Indien, abritant notamment la base américaine de Diego Garcia, à relancé le débat à Madagascar.